# Cultura digital

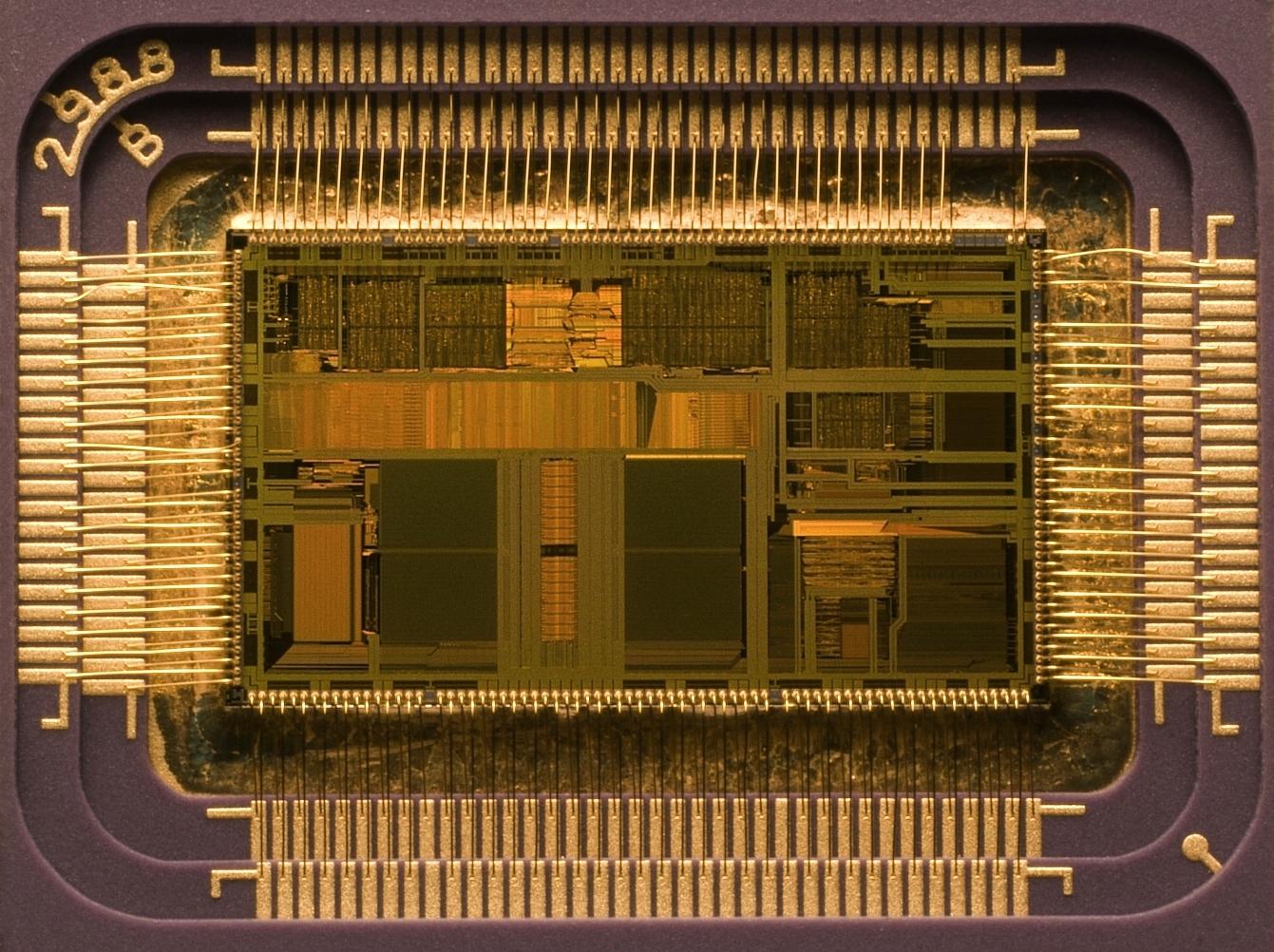
Fotografía macro de una matriz Intel 80486DX2 en su empaque. El tamaño real de la matriz central es de 12 × 6,75 mm.

La cultura digital ha sido percibida como un campo emergente, donde el uso y las experiencias derivadas de las tecnologías y software digitales reconstruyen y recrean posibilidades de interacción y consumo de bienes culturales. Algunos autores mencionan que sus elementos son: La digitalización; no linealidad; densidad de la información; hibridación; portabilidad; convergencia y omnipresencia; y, finalmente, aceleración.
La cultura digital también es comprendida como la autonomía de los ciudadanos en la producción, utilización y diseminación de bienes culturales en el contexto de una red descentralizada y de costos relativamente bajos. Es decir, la cultura digital engendra un nuevo ecosistema social que reconfigura la dinámica cotidiana de las personas, tanto dentro como fuera de la red. Un aspecto crucial de esta transformación es la necesidad de que los participantes y autores vayan más allá de la simple reproducción de información. En lugar de ello, se les insta a participar activamente en la creación y curación de contenido, lo que marca un cambio significativo en la forma en que interactuamos con el entorno digital. La cultura digital se puede entender como el conjunto de habilidades, destrezas y valores de las personas del momento que utilizan las TIC respetando las normas. Determinadas estas habilidades se pueden adquirir mejorar siguiendo ciertas reglas con el fin de ser un buen ciudadano digital con impacto positivo en la sociedad. Para ello sabemos preservar una conducta basada en ética, seguridad, responsabilidad, derechos, obligaciones al usar las tecnologías. 
La ciudadanía digital se puede entender como el conjunto de habilidades, destrezas y valores de las personas en el momento que utilizan las TIC, respetando normas determinadas. Estas habilidades las pueden adquirir o mejorar siguiendo ciertas reglas con el fin de ser un buen ciudadano digital con impacto positivo en la sociedad. Para ello debemos preservar una conducta basada en la Ética, seguridad, responsabilidad, derechos y obligaciones al usar las tecnologías. 

## Características
Se caracteriza por los cambios en los hábitos, interacción y producción del conocimiento debido al uso de tecnologías digitales.
- Acceso a la información: La cultura digital ha permitido el acceso masivo a la información a través de internet promoviendo la colaboración en línea.[4]
- Interactividad: Es una característica clave de la cultura digital, lo que implica una comunicación bidireccional. Plataformas como las redes sociales permiten a los usuarios no solo consumir contenido, sino también producirlo, compartirlo y generar interacciones con otros usuarios esto dando lugar a la participación activa de los usuarios en la creación y difusión de contenido.[5]
- Hiperconectividad: Es la constante conexión entre personas y dispositivos, lo que crea una red global de interacciones inmediatas, las personas están conectadas a través de múltiples dispositivos como smartphones, computadores y otros aparatos lo que facilita el flujo constante de información.[6]
- Multimedia y convergencia de medios: En la cultura digital, la convergencia de diferentes formas de medios (texto, imagen, video, audio) se ha vuelto común, ya que las plataformas digitales permiten que estos elementos se integren en una sola experiencia interactiva transformando los procesos de producción como los de consumo de contenidos.[7]
- Economía digitall: El comercio electrónico, las plataformas de intercambio de servicios y productos, así como las economías basadas en la monetización de datos son parte esencial de la cultura digital.[8][9] [10]